# Michael Umaña
Míchael Umaña Corrales (* 16. července 1982) je bývalý kostarický profesionální fotbalista, který naposledy působil na pozici obránce za Comunicaciones v guatemalské Lize Nacional. Hrál také v kostarickém národním týmu.

## Kariérní statistiky

### Klubové
Platí k 6. listopadu 2015
| Klub                  | Sezóna            | Liga                       | Liga   | Liga | Pohár  | Pohár | Kontinentální | Kontinentální | Celkově | Celkově |
| Klub                  | Sezóna            | Divize                     | Zápasy | Góly | Zápasy | Góly  | Zápasy        | Góly          | Zápasy  | Góly    |
| --------------------- | ----------------- | -------------------------- | ------ | ---- | ------ | ----- | ------------- | ------------- | ------- | ------- |
| Carmelita             | 1999/00           | Primera División           | 3      | 0    | –      | –     | –             | –             | 3       | 0       |
| Carmelita             | 2000/01           | Primera División           | 10     | 0    | –      | –     | –             | –             | 10      | 0       |
| Carmelita             | 2001/02           | Primera División           | 40     | 4    | –      | –     | –             | –             | 40      | 4       |
| Carmelita             | 2002/03           | Primera División           | 29     | 1    | –      | –     | –             | –             | 29      | 1       |
| Carmelita             | Celkově           | Celkově                    | 82     | 5    | –      | –     | –             | –             | 82      | 5       |
| Herediano             | 2003/04           | Primera División           | 31     | 1    | –      | –     | –             | –             | 31      | 1       |
| Herediano             | 2004/05           | Primera División           | 16     | 2    | –      | –     | 3             | 1             | 19      | 3       |
| Herediano             | 2006/07           | Primera División           | 38     | 0    | –      | –     | –             | –             | 38      | 0       |
| Herediano             | Celkově           | Celkově                    | 85     | 3    | –      | –     | 3             | 1             | 88      | 4       |
| LA Galaxy (hostování) | 2005/06           | Major League Soccer        | 14     | 0    | 1      | 0     | –             | –             | 15      | 0       |
| Brujas (hostování)    | 2005/06           | Primera División           | 11     | 1    | –      | –     | –             | –             | 11      | 1       |
| Liberia Mía           | 2007/08           | Primera División           | 29     | 1    | –      | –     | –             | –             | 29      | 1       |
| Liberia Mía           | 2008/09           | Primera División           | 34     | 3    | –      | –     | –             | –             | 34      | 3       |
| Liberia Mía           | 2009/10           | Primera División           | 13     | 1    | –      | –     | 2             | 1             | 15      | 2       |
| Liberia Mía           | Celkově           | Celkově                    | 76     | 5    | –      | –     | 2             | 1             | 78      | 6       |
| Chivas USA            | 2010/11           | Major League Soccer        | 28     | 1    | 3      | 0     | 2             | 1             | 33      | 2       |
| Chivas USA            | 2011/12           | Major League Soccer        | 22     | 0    | 0      | 0     | –             | –             | 22      | 0       |
| Chivas USA            | Celkově           | Celkově                    | 50     | 1    | 3      | 0     | 2             | 1             | 55      | 2       |
| Comunicaciones        | 2011/12           | Liga Nacional de Guatemala | 20     | 2    | –      | –     | –             | –             | 20      | 2       |
| Comunicaciones        | 2012/13           | Liga Nacional de Guatemala | 26     | 1    | –      | –     | –             | –             | 26      | 1       |
| Comunicaciones        | Celkově           | Celkově                    | 46     | 3    | –      | –     | –             | –             | 46      | 3       |
| Saprissa              | 2012/13           | Primera División           | 14     | 2    | –      | –     | –             | –             | 14      | 2       |
| Saprissa              | 2013/14           | Primera División           | 37     | 2    | –      | –     | –             | –             | 37      | 2       |
| Saprissa              | Celkově           | Celkově                    | 51     | 4    | –      | –     | –             | –             | 51      | 4       |
| Persepolis            | 2014/15           | Persian Gulf Pro League    | 24     | 0    | 3      | 0     | 8             | 0             | 35      | 0       |
| Persepolis            | 2015/16           | Persian Gulf Pro League    | 15     | 0    | 1      | 0     | –             | –             | 16      | 0       |
| Persepolis            | Celkově           | Celkově                    | 39     | 0    | 4      | 0     | 8             | 0             | 51      | 0       |
| Celkově v kariéře     | Celkově v kariéře | Celkově v kariéře          | 454    | 22   | 8      | 0     | 15            | 3             | 477     | 25      |

### Reprezentační góly
| Gól | Datum           | Místo                                 | Soupeř  | Skóre | Výsledek | Soutěž                                           |
| --- | --------------- | ------------------------------------- | ------- | ----- | -------- | ------------------------------------------------ |
| 1.  | 26. března 2013 | Estadio Nacional, San José, Kostarika | Jamajka | 1–0   | 2–0      | Kvalifikace na Mistrovství světa ve fotbale 2014 |

## Osobní život
Umaña je nejmladší ze tří bratrů; jeho bratr Erick hrál v kostarické druhé lize.

## Úspěchy
Los Angeles Galaxy
- US Open Cup: 2005
- MLS Cup: 2005
- Západní konference (MLS): 2005

Individuální
- Zařazení do ideální jedenáctky Zlatého poháru CONCACAF: 2005